# 단백질 구조 예측

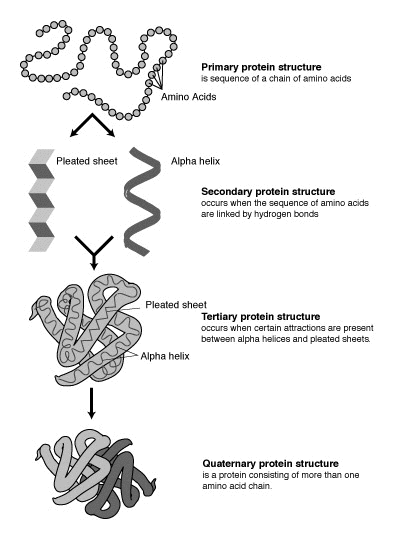
단백질의 2차 구조, 3차 구조, 4차 구조를 예측하기 위해 구성 아미노산을 분석 할 수 있다.

단백질 구조 예측(蛋白質構造豫測, 영어: protein structure prediction)은 아미노산 서열로부터 단백질의 3차원 구조, 즉 단백질 접힘, 단백질의 1차 구조으로부터 단백질의 2차 구조, 3차 구조, 4차 구조를 추정하는 과정이다. 구조 예측은 단백질 디자인과는 근본적으로 다르다. 단백질 구조 예측은 생물정보학 및 이론화학에 의해 추구되는 가장 중요한 목표 중 하나이다. 의학(약물 설계) 및 생명공학(새로운 효소 설계)에서 매우 중요하다. 2년마다 CASP 실험(단백질 구조 예측을 위한 중요 기술 평가)에서 현재 방법의 성능을 평가한다.

## 같이 보기
- 단백질
- 단백질 구조